# Архитектурен ансамбъл „Тороман махала“
Архитектурният ансамбъл „Тороман махала“ се  намира на запад от река Тополница и южно от Косьово дере в град Копривщица.
Махалата е основана от копривщенския род Тороманови, род на бегликчии и джелепи. Потомци са на богати българи от Велико Търново, преселили се след падането на България. През XV в. Торомана (Пробийгоров) основава „Тороман махала“ на мястото на изсечена букова гора. Къщите на населението по горното течение на Тополница, познати като Тороман махала, са били построени от дървени талпи, сглобени без употребата на метални гвоздеи с носещите греди. Строежът на приличащите по-скоро на колиби жилища и примитивното земеделие довеждат до изсичането и опожаряването на гъстите гори. Така в началото на ХХ век местността около града е гола и пуста.
Подходящ туристически маршрут: Гъркова къща – Кулаксъзова къща (кулаксъз по турски означава човек без едно ухо) – Моравенов мост – Пробигорова къща – Хаджи-Ристьова къща – Чалъкова воденица – Къщата на въстаника Рашко Радомиров.
В обкръжението на махалата попада и къщата на семейство Пробигорови. Макар и унищожена след пожар през 1885 г. начина по който е построена служи за описание на първоначалните строителни техники не само в Тороман махала, но и в цялото село. Имало един заселник, който разчиства гъсталака на това място като пробил (просякъл) и в почти квадратни размери си построява къща, но се сдобива с прякорът даден му от старите хора – Пробигора (пробил гората). Къщата е построена от отсечения дървен материал, като само едно дърво не е бутнато, а е окастрено, одялано като носеща греда на къщата с един одялан клон, служещ за закачалка след завърщването на строежа.

## Фотографии на Архитектурен ансамбъл „Тороман махала“
- Моравенов мост
- Целодневна детска градина „Евлампия Векилова“
- Къщата на Рашко Радомиров